# Olyckstolerant kärnbränsle
Olyckstolerant kärnbränsle (en: Accident Tolerant Fuels, ATF) är ett samlingsnamn för kärnbränsle med förbättrad tålighet mot överhettning vid olycksförlopp i kärnkraftsreaktorer, jämfört med kärnbränsle med traditionell zirconiumkapsling.
Begreppet "olyckstolerant kärnbränsle" eller ATF avser olika utvecklings- och forskningsinsatser för att ta fram nya koncept och konstruktioner för kärnbränsle som har förbättrad förmåga att tåla olycksförlopp i kärnreaktorer där reaktorn förlorar kylning (LOCA - Loss Of Coolant Accident, LOOP - Loss Of Offsite Power) eller får en oplanerad reaktivitetsökning (RIA - Reactivity Insertion Accident). Sådana insatser har ökat i omfattning efter Fukushimaolyckan i Japan, i synnerhet avseende dagens (2020) traditionella bränsle för lättvattenreaktorer med kutsar av urandioxid inneslutna i kapsling av zirkoniumlegeringar. Med denna konstruktion sker vid förhöjda temperaturer en reaktion mellan zirkonium och vattenånga, vilket ger ett stort tillskott av energi och vätgas som försvårar olycksförloppet.
Målet med forskningen är att utveckla kärnbränsle som kan tåla bortfall av aktiv kylning under längre tid än nuvarande bränslen, samt förhindra eller fördröja utsläpp av fissionsprodukter från bränslet. Forskningen innefattar insatser för att förändra design av bränslekutsar och bränslekapsling, samt interaktioner mellan dessa.

## Bakgrund och målsättning
Kärnbränsle används under förutsättningar som på flera sätt är unika och mycket krävande, med hög värmeeffekt och temperatur samt utsatt för gamma- och neutronstrålning, vilket orsakar degradering av material. Samtidigt är det viktigt att bränslet behåller sin funktion, då det utgör den första av de barriärer som skyddar omgivande miljö och människor från det radioaktiva avfall som genereras under reaktordriften. Kutsar av urandioxid i kapslingrör av zirkoniumlegeringar är sedan decennier det vedertagna bränslet för lättvattenreaktorer, som utgör majoriteten av världens kommersiella reaktorer. Detta bränsle har flera egenskaper som gör det väl lämpat för användning i kärnkraft, till exempel höga smälttemperaturer och kemisk stabilitet i vatten under normala driftförhållanden. Inte desto mindre så måste bränslet i en reaktorhärd alltid kunna kylas för att behålla sin funktion som barriär, eftersom det fortsätter att generera resteffekt genom radioaktivt sönderfall, även om reaktorns kedjereaktion har stoppats. För zirkoniumkapslingen är smälttemperaturen inte gränssättande i svåra haverier som i Fukushima-olyckan, då det sker en snabb exoterm oxidering i kontakt med ånga. I höga temperaturer orsakar oxideringen mer värmeeffekt än den oundvikliga resteffekten, vilket därmed minskar utrymmet för skyddande åtgärder. 
Efter Fukushima-olyckan har omfattande forskning- och utvecklingsarbete påbörjats för att hitta ersättare till urandioxid med zirkoniumkapsling. Dessa potentiella ersättare benämns som olyckstolerant kärnbränsle eller Accident Tolerant Fuel (ATF). Huvudsyftet med ATF är att förlänga tiden under vilken intervention kan förhindra härdskador i ett svårt haveri, eller att helt förhindra att härdskador sker. Utöver detta måste ersättare ha goda förutsättningar för tillverkning, ha bra egenskaper i normal drift och förväntade avvikelser, och vara kompatibel med kärnbränslecykeln, till exempel med. avseende på slutförvaring.

## Föreslagna kandidater till olyckstoleranta bränslen
Kandidater till ATF-bränslen kan kategoriseras efter vilken del av bränslet som modifieras jämfört med traditionellt urandioxid med zirkoniumkapsling. Stavarnas hölje kan göras av material som är mer beständiga i högtemperatur-ånga än zirkonium, alternativt kan en yta av skyddande material beläggas ovanpå stavhöljet av zirkonium, och slutligen föreslås även förbättrade bränslematerial. 
Stavhöljesmaterial
Avancerade stål, högtemperaturlegeringar med molybden, samt kompositmaterial SiC/SiC har föreslagits som ersättningsmaterial. Dessa material ersätter zirkonium och därigenom undviks den hastiga exoterma oxidering av stavhöljet som kan ske vid svåra haverier.
Ytbeläggning på stavhölje
En ytbeläggning på stavhöljet kan skydda zirkonium-legeringen mot snabb oxidering i ånga, och samtidigt utgör det en mindre modifiering av existerande kommersiella bränslen, jämfört med att helt ersätta zirkonium som kapslingsmaterial. 
Kandiderande material för ytbeläggning är exempelvis:
- Metallbaserade beläggningar: Cr, CrAl, FeCrAl,
- Keramiska beläggningar: CrN, TiN, Ti2AlN, Cr2AlN, TiAlC, CrAlC, Zr2AlC, Zr2SiC

Bränslematerial
Bränslematerial som har föreslagits för ATF bränslen inkluderar dopat urandioxid. Dopningsmaterialen syftar till att vid små koncentrationer modifiera bränslets egenskaper. Urandioxid dopat med krom och aluminium (ADOPT) har visats minska fissionsgasavgivningen från bränslet, samt minska degraderingen av bränslet efter en skada på kapslingen. Alternativa bränslematerial som urannitrid och uransilicid erbjuder högre densitet än urandioxid, och kan därmed kompensera för reaktivitetsförluster som blir följden av att ersätta zirkonium i kapsling med andra material som har högre neutroninfångning.

## I Sverige
Under perioden 2018–2023 pågår ett forskningsprojekt benämnt SAFETY - Superior Accident Tolerant Fuel via Enhance Technology - som utförs inom ett samarbete mellan Chalmers Tekniska Högskola, Uppsala universitet och Kungliga Tekniska Högskolan i Stockholm. Projektet finansieras av SSF - Stiftelsen för Strategisk Forskning med 33 miljoner SEK.
I projektet undersöks möjliga förbättringar av tålighet hos kapsling genom att lägga på olika typer av ytskikt, bland annat krom, vilket kan fördröja eller förhindra kapslingsoxidation. Undersökningar görs också av bränslekutsar av urannitrid (UN), vilka bland annat har betydligt bättre värmeledningsförmåga än traditionella kutsar av uranoxid (UO2).